# Valentino Murataj
Valentino Murataj (Fier, 15 agosto 1996) è un calciatore albanese, centrocampista del Flamurtari Valona.

## Carriera
Il 15 gennaio 2021 si trasferisce a titolo definitivo per 50.000 euro alla squadra albanese del Partizani Tirana.

## Statistiche

### Presenze e reti nei club
Statistiche aggiornate al 28 ottobre 2023.
| Stagione                | Squadra                 | Campionato              | Campionato | Campionato | Coppe nazionali | Coppe nazionali | Coppe nazionali | Coppe continentali | Coppe continentali | Coppe continentali | Altre coppe | Altre coppe | Altre coppe | Totale | Totale |
| Stagione                | Squadra                 | Comp                    | Pres       | Reti       | Comp            | Pres            | Reti            | Comp               | Pres               | Reti               | Comp        | Pres        | Reti        | Pres   | Reti   |
| ----------------------- | ----------------------- | ----------------------- | ---------- | ---------- | --------------- | --------------- | --------------- | ------------------ | ------------------ | ------------------ | ----------- | ----------- | ----------- | ------ | ------ |
| 2013-2014               | Bylis Ballsh            | KS                      | 0          | 0          | CA              | 2               | 1               | -                  | -                  | -                  | -           | -           | -           | 2      | 1      |
| 2014-feb. 2015          | Olimpik Tirana          | KD                      | 0          | 0          | CA              | 0               | 0               | -                  | -                  | -                  | -           | -           | -           | 0      | 0      |
| feb.-giu. 2015          | Partizani Tirana B      | KD                      | 0          | 0          | CA              | 0               | 0               | -                  | -                  | -                  | -           | -           | -           | 0      | 0      |
| 2015-2016               | Dinamo Tirana           | KP                      | 20         | 2          | CA              | 2               | 0               | -                  | -                  | -                  | -           | -           | -           | 22     | 2      |
| 2016-2017               | Dinamo Tirana           | KP                      | 21         | 0          | CA              | 4               | 0               | -                  | -                  | -                  | -           | -           | -           | 25     | 0      |
| Totale Dinamo Tirana    | Totale Dinamo Tirana    | Totale Dinamo Tirana    | 41         | 2          |                 | 6               | 0               |                    | -                  | -                  |             | -           | -           | 47     | 2      |
| 2017-2018               | Bylis Ballsh            | KP                      | 23         | 7          | CA              | 3               | 0               | -                  | -                  | -                  | -           | -           | -           | 26     | 7      |
| 2018-2019               | Bylis Ballsh            | KP                      | 21         | 2          | CA              | 4               | 0               | -                  | -                  | -                  | -           | -           | -           | 25     | 2      |
| 2019-2020               | Bylis Ballsh            | KS                      | 33         | 3          | CA              | 8               | 2               | -                  | -                  | -                  | -           | -           | -           | 41     | 5      |
| 2020-gen. 2021          | Bylis Ballsh            | KS                      | 12         | 1          | CA              | 1               | 0               | -                  | -                  | -                  | -           | -           | -           | 13     | 1      |
| Totale Bylis Ballsh     | Totale Bylis Ballsh     | Totale Bylis Ballsh     | 89         | 13         |                 | 18              | 3               |                    | -                  | -                  |             | -           | -           | 107    | 16     |
| gen.-giu. 2021          | Partizani Tirana        | KS                      | 20         | 1          | CA              | 1               | 0               | -                  | -                  | -                  | -           | -           | -           | 21     | 1      |
| 2021-2022               | Partizani Tirana        | KS                      | 26         | 1          | CA              | 6               | 1               | UECL               | 4                  | 0                  | -           | -           | -           | 36     | 2      |
| 2022-2023               | Partizani Tirana        | KS                      | 34         | 1          | CA              | 3               | 1               | UECL               | 2                  | 0                  | -           | -           | -           | 39     | 2      |
| 2023-2024               | Partizani Tirana        | KS                      | 8          | 0          | CA              | 0               | 0               | UCL+UECL           | 2+6                | 0                  | SA          | 0           | 0           | 16     | 0      |
| Totale Partizani Tirana | Totale Partizani Tirana | Totale Partizani Tirana | 88         | 3          |                 | 10              | 2               |                    | 14                 | 0                  |             | 0           | 0           | 112    | 5      |
| Totale carriera         | Totale carriera         | Totale carriera         | 218        | 18         |                 | 34              | 5               |                    | 14                 | 0                  |             | 0           | 0           | 266    | 23     |

## Palmarès

### Club

#### Competizioni nazionali
- Campionato albanese: 1

Partizani Tirana: 2022-2023
- Supercoppa d'Albania: 1

Partizani Tirana: 2023